# Иллеркирхберг
Иллеркирхберг (нем. Illerkirchberg) — община в Германии, в земле Баден-Вюртемберг. 
Подчиняется административному округу Тюбинген. Входит в состав района Альб-Дунай.  Население составляет 4778 человек (на 31 декабря 2010 года). Занимает площадь 11,45 км². 